# Петрашівка (Могилів-Подільський район)
Петраші́вка — село в Україні, у Ямпільській міській громаді Могилів-Подільського району Вінницької області. Населення становить 702 особи.

## Історія
7 (20) листопада 1917 року, відповідно до Третього Універсалу Української Центральної Ради, увійшло до складу Української Народної Республіки.
12 червня 2020 року, відповідно до Розпорядження Кабінету Міністрів України № 707-р «Про визначення адміністративних центрів та затвердження територій територіальних громад Вінницької області», увійшло до складу Ямпільської міської громади.
19 липня 2020 року, в результаті адміністративно-територіальної реформи та ліквідації Ямпільського району, село увійшло до складу новоутвореного Могилів-Подільського району.

## Пам'ятки
- «Урочище Стінка» — комплексна пам'ятка природи загальнодержавного значення.
- Петрашівка — заповідне урочище

## Населення
Згідно з переписом УРСР 1989 року чисельність наявного населення села становила 843 особи, з яких 351 чоловік та 492 жінки.
За переписом населення України 2001 року в селі мешкало 687 осіб.

### Мова
Розподіл населення за рідною мовою за даними перепису 2001 року:
| Мова       | Відсоток |
| ---------- | -------- |
| українська | 98,29 %  |
| російська  | 1,71 %   |